# Восельское перемирие
Восельское перемирие — договор, заключённый 15 февраля 1556 года между Францией, Священной Римской империей и Испанией в ходе Итальянских войн.

## Начало переговоров
Уже на следующий год после начавшейся в феврале 1552 года Восьмой Итальянской войны стороны начали искать возможность примирения. Королева Мария Тюдор, вышедшая в том году замуж за инфанта Филиппа, была наиболее активной сторонницей мира. Во Франции её союзником в этом вопросе выступил коннетабль Анн де Монморанси, вступивший в тайные переговоры с английским послом Уоттоном.
Дело продвигалось с трудом, поскольку французы не желали возвращать захваченные в 1552 году Три епископства, а в 1554-м инспирировали восстание против Марии на юге Англии. Тем не менее, с 1554 года военная активность снизилась, вероятно, по причине истощения финансовых ресурсов сторон, и это позволило папе Юлию III выступить с призывом к миру.

## Маркская конференция
В марте 1555 при английском посредничестве в селении Марк в области Кале начались предварительные консультации. 23 марта умер Юлий III, и император лишился ценного союзника, а капитуляция Сиены 17 апреля подорвала позиции Франции на Итальянском полуострове.
В мае английские уполномоченные пересекли пролив, имперские прибыли в Гравелин, а французские в Ардр, и 23-го конференция начала работу. Представителями императора были Хуан де ла Серда, герцог де Мединасели, граф Шарль II де Лален и епископ Аррасский Антуан Перрено. Францию представляли коннетабль, кардинал Лотарингский, епископ Ванна Шарль де Марийяк, епископ Орлеанский Жан де Морвилье и секретарь финансов Клод Л’Обеспин. Официальным посредником был английский кардинал-легат Реджинальд Поул, которого сопровождали канцлер Стефан Гардинер и два министра: граф Арундел и Вильям Пейджет.
Удалось договориться о размене пленных, но при обсуждении более сложных вопросов переговоры быстро зашли в тупик из-за множества взаимных претензий. После семи раундов стороны 7 июня прекратили конференцию, ничего не добившись.

## Восельская конференция
Мирные переговоры не были полностью прекращены — поиски выхода из тупика велись во время консультаций об условиях обмена пленными. Съехавшись в аббатстве Восель в долине Шельды 13 декабря, уполномоченные договорились возобновить мирную конференцию на Рождество. Император, 25 октября объявивший в Генте о предстоящем отречении от власти, нуждался в мирной передышке сильнее, чем французы, сразу заявившие, что не поступятся своими завоеваниями, и если имперцы с этим не согласны, то не следует понапрасну терять время. 10 января 1556 стороны пришли к первому компромиссу — перемирию вместо полноценного мирного договора.
Затем французы добились повторения принципов Ниццкого перемирия 1538 года — заключения договора на условиях uti possidetis. 15 февраля граф де Лален и адмирал Колиньи подписали перемирие на пять лет, по которому Франция сохраняла Три епископства, Пьемонт, часть Корсики и позиции в Тоскане. Этот договор не решал проблем, но давал возможность сторонам поправить финансовое положение. Франция выигрывала от соглашения больше всех, а император и Фердинанд Габсбург надеялись с её помощью заключить мир с турками.
16 января Карл V передал сыну королевства Арагон, Кастилию, Сицилию и Неаполь, и владения в Бургундии, Нидерландах и Италии, временно оставив за собой только титул императора.

## Разрыв перемирия
Перемирие продержалось лишь несколько месяцев. Для нового папы Павла IV оно было неприемлемо. Понтифик ненавидел императора, и желал разжечь новую войну в Италии. С этой целью он направил ко французскому двору своего племянника Карло Карафу, солдата удачи, ставшего кардиналом, амбициозного интригана, обвинявшегося в нескольких убийствах. Прибыв в июне в Париж, Карафа к октябрю сумел восстановить влияние партии войны во главе с Гизами, стремившимися к неаполитанской короне. В самом конце года Франсуа де Гиз выступил в Итальянский поход, а на севере адмирал Колиньи 6 января нарушил перемирие, атаковав Дуэ. 31 января 1557 года была торжественно объявлена новая война.
Причины отказа Генриха II от приобретённых в Воселе преимуществ ради весьма сомнительной итальянской авантюры традиционно являются предметом обсуждения историков, поскольку в результате этого рокового решения Итальянские войны были французами проиграны, и королевство быстро вступило в период кровопролитных гражданских войн.
Фернан Бродель, считающий главным виновником бедствий Павла IV, задаётся вопросом:

Тот факт, что один человек сумел так скоро снова разжечь едва утихшую войну, заставляет снова задуматься над ролью личности в запутанной игре истории.— Бродель Ф. Средиземное море и средиземноморский мир в эпоху Филиппа II. Том 3, с. 58